# آزی-سور-مارن
آزی-سور-مارن (به فرانسوی: Azy-sur-Marne) یک کمون در فرانسه است که در انه واقع شده‌است.

## خصوصیات
آزی-سور-مارن ۲٫۷۸ کیلومترمربع مساحت و ۳۸۷ نفر جمعیت دارد و ۶۰ متر بالاتر از سطح دریا واقع شده‌است.